# 遊走性節律點
遊走性節律點(Wandering Pacemaker)，是由於節律點的位置不停改變所致。在心電圖上，可看見節律不定，及P波外型不定。節律不定是因為由不同節律點發出的激動波，其速率不同。而P波外型不定也是因為是由不同節律點發出的激動波。